# Ivan Zupan
Ivan Zupan, slovenski organist in skladatelj, * 9. december 1857, Kropa, † 4. julij 1900, Kamna Gorica.
Ivan Zupan, brat izdelovalca orgel Ignacija Zupana je v orglarski delavnici Brata Zupan predvsem vodil pisarniške posle, a bil tudi organist v Kamni Gorici in uspešen skladatelj. Skladbi za mešani pevski zbor Marija, moja misel (1880) in Velika noč (1889) sta izšli v samozaložbi; izdal pa je še: Cerkvene pesmi za mešane glasove (1893), Trinajst božičnih pesmi (1897) in Petnajst različnih, cerkvenih pesmi za mešani zbor (1898); med božičnimi je zelo uspela Božji nam je rojen sin, ki se poje in ponatiskuje v pesmaricah še tudi v današnjem času.